# Чотирихвильове змішування
Чотирихвильове змішування (ЧХЗ) — явище інтермодуляції в нелінійній оптиці, завдяки якому при взаємодії між хвилями з двома або трьома довжинами утворюються хвилі двох або однієї нової довжини. Це схоже на точку перехоплення третього порядку в електричних системах. Чотирихвильове змішування можна порівняти з інтермодуляційним спотворенням у стандартних електричних системах. Це параметричний нелінійний процес, в якому енергія вхідних фотонів збережена. ЧХЗ — це фазочутливий процес, оскільки на ефективність процесу сильно впливають умови фазового узгодження.

## Механізм

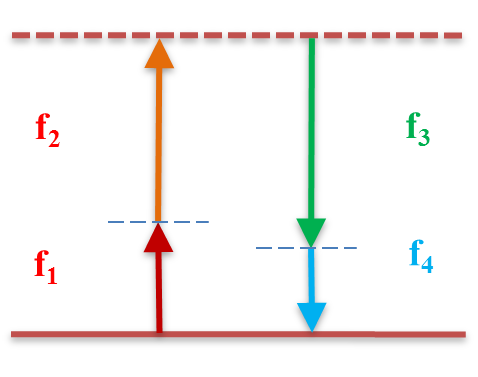
Діаграма рівня енергії для процесу невиродженого чотирихвильового змішування. Найвищим енергетичним рівнем може бути реальний атомний або молекулярний рівень (резонансне чотирихвильове змішування) або віртуальний рівень, набагато послаблений поза резонансом. Ця діаграма описує взаємодію чотирихвильового змішування між частотами f_{1}, f_{2}, f_{3} and f_{4}.

Коли три частоти (f1, f2 і f3) взаємодіють у нелінійному середовищі, вони дають початок четвертій частоті (f 4), яка утворюється внаслідок розсіювання падаючих фотонів, утворюючи четвертий фотон.
Враховуючи вхідні дані f1, f2, та f3, нелінійна система буде створювати
{\displaystyle \pm f_{1}\pm f_{2}\pm f_{3}}
З розрахунків за трьома вхідними сигналами було встановлено, що виробляється 12 інтерферуючих частот, три з яких лежать на одній з вхідних частот. Зверніть увагу, що ці три частоти, які лежать на вхідних частотах, як правило, належать до фазової самомодуляції та крос-фазової модуляції і, природно, узгоджені по фазі на відміну від ЧХЗ.

### Генерування суми та різниці частот
Дві загальні форми чотирихвильового змішування називають генерацією сумарної частоти та генерацією різниці частот. При генерації сумарної частоти вводяться три поля, а на виході отримується нове високочастотне поле з частотою, яка є сумою трьох вхідних частот. При генерації різниці частот типовий вихід є сумою двох мінус третя.
Умовою ефективної генерації при ЧХЗ є фазове узгодження: пов'язані k-вектори чотирьох компонентів повинні в сумі давати нуль, коли вони є плоскими хвилями. Це стає важливим, оскільки генерація сумарних та різницевих частот часто посилюється при використанні резонансу в змішувальному середовищі. У багатьох конфігураціях сума перших двох фотонів буде налаштована близько до резонансного стану. Однак показник заломлення близько до резонансів швидко змінюється, що робить неможливим зробити суму чотирьох колінійнеарних k-векторів точно рівною нулю — отже, довгі довжини шляху змішування не завжди можливі, оскільки чотири компоненти втрачають фазову зв'язаність. Отже, промені часто фокусуються як для інтенсивності, так і для скорочення зони змішування.
У газових середовищах ускладнення, яке часто ігнорується, полягає в тому, що пучки світла рідко є плоскими хвилями, але часто фокусуються для додаткової інтенсивності, це може додати додатковий зсув фази на {\displaystyle \pi } до кожного k-вектора в умовах фазового узгодження. Зазвичай це дуже важко задовольнити в конфігурації для сумарної частоти, але це легше задовольнити в конфігурації різниці частот (де зсуви фази на {\displaystyle \pi }  скасовуються). Як результат, різницева частота зазвичай ширше регулюється і простіша в налаштуванні, ніж сумарна частота, що робить її кращою як джерело світла, хоча вона має меншу  квантову ефективність, ніж генерація сумарної частоти.
Особливим випадком генерації сумарної частоти є випадок, коли всі вхідні фотони мають однакову частоту (і довжину хвилі), генерація третьої гармоніки.

### Вироджене чотирихвильове змішування
Чотирихвильове змішування також присутнє, якщо взаємодіють лише два компоненти. У цьому випадку член
{\displaystyle f_{0}=f_{1}+f_{1}-f_{2}}
з'єднує три компоненти, утворюючи, таким чином, так зване вироджене чотирихвильове змішування, виявляючи властивості, ідентичні до випадку трьох взаємодіючих хвиль.

## Побічні ефекти ЧХЗ у оптоволоконних комунікаціях
ЧХЗ — це характеристика оптоволокна, яка впливає на системи спектрального ущільнення каналів, де кілька хвиль оптичних довжин розташовані з рівними інтервалами між каналами. Ефекти ЧХЗ проявляються при зменшенні інтервалу між каналами довжин хвиль (наприклад, у щільних системах спектрального ущільнення каналів) та при високих рівнях потужності сигналу. Висока хроматична дисперсія  зменшує  ефекти ЧХЗ, оскільки сигнали втрачають когерентність, або іншими словами, невідповідність фаз між сигналами збільшується. Інтерференція, спричинювана ЧХЗ в системах спектрального ущільнення каналів, є відомою як міжканальні перехресні завади. ЧХЗ можна пом'якшити, використовуючи нерівномірний інтервал між каналами або волокно, що збільшує дисперсію. Для особливого випадку, коли три частоти близькі до вироджених, тоді оптичне розділення різницевої частоти може бути технічно складним.
{\displaystyle f_{ijk}=f_{i}+f_{j}-f_{k},} де {\displaystyle i,j\neq k}

## Застосування ЧХЗ
ЧХЗ знаходить застосування в оптичному спряженні фаз, параметричному підсиленні, генерації суперконтинууму, вакуумній генерації ультрафіолетового світла та в генерації частотного гребінця у мікрорезонаторі. Параметричні підсилювачі та генератори, засновані на чотирихвильовому змішуванні, використовують нелінійність третього порядку, на відміну від більшості типових параметричних генераторів, які використовують нелінійність другого порядку. Окрім цих класичних застосувань, чотирихвильове змішування показало перспективу в квантовій оптиці для генерування одиничних фотонів, пар корельованих фотонів, стиснутих станів світла та заплутаних фотонів.